# Заговор (фильм, 2001)
«За́говор» (англ. Conspiracy) — художественный фильм режиссёра Фрэнка Пирсона, снятый для телевидения в 2001 году. Посвящён реальному историческому событию, известному как Ванзейская конференция.
Фильм снят при поддержке студий BBC и HBO.
Сценарий был написан Лорингом Манделем.
Главные роли исполнили Колин Ферт, Дэвид Трелфелл, Кеннет Брана и Стэнли Туччи.
Брана получил премию «Эмми» за лучшую мужскую роль, а Туччи был удостоен «Золотого глобуса» за лучшую мужскую роль второго плана.

## Сюжет
Январь 1942 года. Пятнадцать представителей различных ведомств нацистской Германии собираются на вилле на озере Ванзе для секретного совещания. Руководители совещания Рейнхард Гейдрих и Адольф Эйхманн объявляют свой план окончательного решения еврейского вопроса: за год в концентрационных лагерях должны быть уничтожены все евреи, проживающие в Европе.
Трое участников конференции высказывают возражения: Критцингеру категорически не нравится сама идея массового уничтожения; Штуккарт защищает лиц смешанного происхождения, предлагая ограничиться их стерилизацией, а Нойман (над которым почти открыто подсмеиваются остальные участники) считает, что уничтожение евреев приведёт к нехватке рабочих рук, которые так нужны промышленности. В перерыве, коротко побеседовав с каждым с глазу на глаз, Гейдрих легко запугивает их и добивается абсолютной лояльности при окончательном голосовании. В отчаянной попытке переубедить Гейдриха Критцингер рассказывает ему аллегорию, в которой исчезновение источника ненависти лишает смысла жизни; Гейдрих в кулуарах обсуждает эту аллегорию с Мюллером и Эйхманом и замечает «Я не буду без них (евреев) скучать».
Приняв решение, гости благодарят Эйхмана за отлично организованную вечеринку и расходятся. Гейдрих улетает на самолёте. Пока обслуга в форме СС доедает закуски, патефон проигрывает печальную мелодию.

## В ролях
| Актёр           | Роль                 |
| --------------- | -------------------- |
| Кеннет Брана    | Рейнхард Гейдрих     |
| Стэнли Туччи    | Адольф Эйхман        |
| Колин Фёрт      | Вильгельм Штуккарт   |
| Барнаби Кей     | Рудольф Ланге        |
| Питер Салливан  | Карл Эберхад Шёнгарт |
| Бен Дэниелс     | Йозеф Бюлер          |
| Ивэн Стюарт     | Георг Лейббрандт     |
| Брайен Петтифер | Альфред Мейер        |
| Кевин Макнелли  | Мартин Лютер         |
| Николас Вудсон  | Отто Гофманн         |
| Джонатан Кой    | Эрих Нойман          |
| Дэвид Трелфолл  | Вильгельм Критцингер |
| Иэн Макнис      | Герхард Клопфер      |
| Оуэн Тил        | Роланд Фрейслер      |
| Брендан Койл    | Генрих Мюллер        |
| Том Хиддлстон   | телефонист           |

## Критика
На сайте Rotten Tomatoes фильм получил 100 % рейтинг одобрения и среднюю оценку 6,5 из 10 на основании шести обзоров критиков.
Джеймс Рэмптон в обзоре от издания «The Independent» высоко оценил фильм, заявив: «Показ BBC этого фильма в рамках Дня памяти о жертвах Холокоста, картина Фрэнка Пирсона слишком хорошо подчеркивает старый принцип, согласно которому зло процветает, когда хорошие люди ничего не делают.».

## Награды и номинации
- 2001 — две премии «Эмми»: лучший актёр в фильме или мини-сериале — Кеннет Брана, лучший сценарист фильма или мини-сериала — Лоринг Мэндел[англ.].
- 2001 — 8 номинаций на премию «Эмми»: лучший телевизионный фильм, лучшая режиссура фильма или мини-сериала — Фрэнк Пирсон, лучший актёр второго плана в фильме или мини-сериале — Стэнли Туччи и Колин Фёрт, лучшая операторская работа в фильме или мини-сериале (Стивен Голдблатт), лучший монтаж фильма или мини-сериала (Питер Зиннер), лучший звук в фильме или мини-сериале, лучший монтаж звука в фильме или мини-сериале.
- 2002 — премия «Золотой глобус» лучшему актёру второго плана в телефильме, мини-сериале или сериале — Стэнли Туччи.
- 2002 — две номинации на премию «Золотой глобус»: лучший телефильм или мини-сериал, лучший актёр в телефильме или мини-сериале — Кеннет Брана.
- 2002 — премия Пибоди[3].
- 2002 — премия Гильдии режиссёров США за лучшую режиссуру телефильма — Фрэнк Пирсон.
- 2002 — премия Гильдии сценаристов США — Лоринг Мэндел.
- 2002 — две номинации на премию Американского киноинститута: лучший фильм или мини-сериал, лучший актёр фильма или мини-сериала — Кеннет Брана.
- 2003 — премия BAFTA за лучшую телевизионную драму.
- 2003 — номинация на премию BAFTA лучшему актёру телефильма — Кеннет Брана.